# Nikolaj Ordnung
Nikolaj Ordnung, né le 5 juin 1932 et décédé le 31 juillet 2003, est un ancien joueur et entraîneur tchécoslovaque de basket-ball. Il est le mari de Ludmila Lundáková.

## Palmarès
Joueur
- 3e du championnat d'Europe 1957